# McHenry River
Der McHenry River ist ein Fluss auf der Kap-York-Halbinsel im äußersten Norden des australischen Bundesstaates Queensland.

## Geographie

### Flusslauf
Der Fluss entspringt im Südteil des Jardine-River-Nationalparks, rund zwölf Kilometer von der Küste des Korallenmeeres in den nördlichen Ausläufern der Great Dividing Range. Er durchfließt den Nationalpark in nordnordwestlicher Richtung und mündet im Zentrum des Parks in den Jardine River.

### Nebenflüsse mit Mündungshöhen
Der Fluss hat folgende Nebenflüsse:
- Hornet Creek – 69 m